# Hooliganisme i Danmark
Hooliganisme i Danmark blev et fokus for danske medier og dansk politi i 1990'erne, hvor de første voldsomme optøjer fandt sted i forbindelse med fodboldkampe. Det var især ved opgør mellem ærkerivalerne F.C. København og Brøndby IF, at der opstod ballade og blev begået hærværk. I samme periode opstod en række hooligangrupperinger i fanmiljøerne omkring diverse topklubber. I 2008 blev der ved lov indført et nationalt register over hooligans i et forsøg på at udelukke ballademagere fra danske stadioner. Hooliganisme er sidenhen blevet et betydeligt mindre problem på stadioner og foregår i stedet afsides steder i form af aftalte slåskampe mellem rivaliserende grupperinger.

## Historie

### Første tiltag og Sorte Fredag
I 1990'erne kom der øget fokus på hooliganisme i forbindelse med fodboldkampe i Danmark. I den første halvdel af 1990'erne fandtes hooliganisme primært omkring de københavnske klubber BK Frem, F.C. København og Brøndby IF. For de to sidstnævnte klubbers vedkommende var det henholdsvis i form af grupperne Copenhagen Ultras og South Side Brigade. Uroligheder mellem netop disse grupperinger betød, at politiet med inspiration fra engelsk fodbold begyndte at risikovurdere kampe og indførte fanadskillelse på stadion ved særligt risokobetonede opgør. Fanadskillelse blev praktiseret for første gang ved en kamp mellem BK Frem og FCK den 11. oktober 1992. Få år efter blev konceptet udvidet til at gælde efter kampen ved, at tilhængere af udeholdet skulle blive på stadion, indtil hjemmeholdets fans var kommet på behørig afstand.
Ifølge medierne gjorde hooliganismen for alvor sit indtog i Danmark, da FCK og Brøndby spillede i Parken fredag den 23. september 1994. På dagen, der efterfølgende blev døbt Sorte Fredag, havde Brøndby IFs officielle fanafdeling, Brøndby Support, arrangeret en march fra Hovedbanegården til Parken. På vejen mod stadion blev en kiosk bestjålet, mens biler og cykler blev udsat for hærværk. Under kampen var der flere interne slagsmål på Brøndbys tilskuerafsnit, og situationen eskalerede, da stadionkontrollørerne forsøgte at komme frem til uromagerne, hvilket fik politiet til at sætte ind med trukne stave. Da FCK kom foran 2-1 på et mål af Allan Nielsen i overtiden, opstod der igen tumult på Brøndbys afsnit, hvor sæder blev ødelagt og antændt. Efter kampen fortsatte uroen på Brøndbytilhængernes vej væk fra stadion, og i alt 22 personer blev anholdt. I lang tid blev der ikke længere afviklet Superligakampe om fredagen, da optøjerne til dels blev tilskrevet fans, der ikke kunne styre deres brandert.
I 2000 besluttede Brøndby IF at udelukke alle fans med tilknytning til grupperingen Southside United fra at se klubbens kampe.

### Hooliganregisteret
I 1999 foreslog en arbejdsgruppe under Rigspolitiet at indføre et centralt register over danske hooligans. Forslaget blev i første omgang afvist af den daværende justitsminister, Lene Espersen (K), da problemet med fodboldbøller blev vurderet til at være for lille. Politiet udstedte og opretholdt karantæner fra stadions med hjemmel i restaurationsloven, men især Københavns Politi ønskede en landsdækkende karantæneordning specifikt for fodboldfans. En arbejdsgruppe nedsat af Rigspolitiet udgav i 2005 en rapport, der redegjorde for problemerne med fodbolduroligheder og en mindre gruppe voldelige tilhængere i særdeleshed. Rapporten fremhævede behovet for en landsdækkende karantæneordning, og politiet vurderede, at der i 2005 var 300-400 personer, der var kendt for at skabe problemer ved fodboldkampe. Rapporten førte ikke umiddelbart til lovændringer, men der blev dog påbegyndt en landsdækkende registrering af lovovertrædelser ved fodboldkampe.
Efter uroligheder ved et derby mellem FCK og Brøndby den 30. april 2006, hvor 120 personer blev anholdt, begyndte en politisk debat om et eventuelt hooliganregister. I december 2007 blev der fremsat et lovforslag til en national karantæneordning. Forslaget blev kritiseret af både tilhængere og Retssikkerhedsfonden, da en national karantæne ville blive udløst blot ved en sigtelse uden mulighed for at anke. Der blev i den endelige udformning inkluderet en ankemulighed, og ordningen trådte i kraft den 1. juli 2008. Indtil den 23. januar 2013 var der blevet uddelt 94 karantæner.

### Sorte Søndag
Under et derby i Parken søndag den 19. september 2010 opstod der store optøjer på Brøndbys tilskuerafsnit. Romerlys blev kastet ind på banen, og 478 sæder blev revet i stykker eller brændt af. Da kampklædt politi bevægede sig ind på tribunen, opstod der slagsmål, hvilket resulterede i 38 anholdelser. Der blev i alt ødelagt faciliteter for omkring 600.000 kroner. Urolighederne, der gav mindelser om Sorte Fredag seksten år tidligere, ledte medierne til at døbe dagen Sorte Søndag. Brøndby IF blev meddelt, at de risikerede en pointstraf i ligaen og kunne miste hjemmebanefordelen i en række kampe som konsekvens af balladen. Dansk Boldspil-Union (DBU) udstedte desuden en historisk stor bøde på 200.000 kroner til klubben.

### Derbyet i august 2022
I august 2022 opstod der uroligheder både på og uden for stadion i forbindelse med en Superligakamp mellem FCK og Brøndby i Parken. De to foregående rivalopgør mellem de to hold var blevet afviklet uden udebanefans på opfordring fra politiet. Inden kampen lavede flere Brøndbytilhængere et stormløb mod de dialogbetjente, der stod ved indgangen til stadion. Personer i gruppen kastede sten og kanonslag efter betjentene, som trak deres stave for at holde gruppen på afstand. Under kampen ødelagde tilskuere på Brøndbys afsnit omkring 120 sæder, der blandt andet blev kastet efter kontrollører og ind på banen. Ifølge FCKs kommunikationschef ville det koste over 100.000 kroner at reparere de ødelagte sæder. Inden kampen var Hovedbanegården blevet evakueret, da der opstod panik, efter at fodboldfans havde affyret kanonslag. Der blev desuden forårsaget skader på et S-tog, og ifølge øjenvidner blev der kastet kanonslag ud af togets vinduer. En mobiloptagelse fra et S-tog gik viralt og skabte stor medieomtale; optagelsen viste en mand iført Brøndbytrøje, der med trusler om vold tvang en mand til at tage sin FCK-trøje af. Søndag aften var der blevet anholdt otte personer i forbindelse med urolighederne, og Københavns Politi registrerede syv sager om vold mod politiet. Københavns Politi bad efterfølgende Rigspolitiet om at vurdere muligheden for at forbyde udebanefans til det næste opgør mellem de to hold.

## Hooliganmiljøet

### Grupperinger
Der findes en række hooligangrupperinger i udkanten af fanmiljøerne omkring landets største fodboldklubber. Nogle af de mest notoriske grupperinger er White Pride (AGF), Southside United (BIF) og Copenhagen Casuals (FCK). Rigspolitiet har vurderet, at flere personer i hooliganmiljøet har tæt kontakt til dele af rockermiljøet.
I 2009 beskrev medierne, at det ledende Hell's Angels-medlem Brian Sandbergs livvagt var blevet rekrutteret fra Copenhagen Casuals. Det blev også beskrevet, at flere skikkelsesr fra det ekstreme fanmiljø var blevet rekrutteret til HAs kampgruppe, AK81.
I 2014 var det Rigspolitiets opfattelse, at der i de senere år var sket en større rekruttering fra hooligan- til rockermiljøet.
Brøndbys anfører, Andreas Maxsø, omfavnede i minutterne efter Brøndbys sidste kamp i 2020/21-sæsonen en fremtrædende hooligan fra grupperingen Fri Sport. Hændelsen, der blev vist i tv-transmissionen af kampen, blev af en hooliganekspert omtalt som et stort problem, der kan fungere som rekruttering til miljøet.
| Fodboldklub     | Grupperinger                                                                                   | Ref.   |
| --------------- | ---------------------------------------------------------------------------------------------- | ------ |
| Aalborg BK      | - Boys Republic - Frontline - Nordisk Front                                                    | [ 17 ] |
| AGF             | - White Pride - Århus Casuals                                                                  | [ 17 ] |
| Brøndby IF      | - Fri Sport - Southside United - Blue Front - Suburban Casuals - North Side Casuals - Elite 64 | [ 29 ] |
| F.C. København  | - Copenhagen Casuals                                                                           | [ 17 ] |
| Lyngby BK       | - Blue Army                                                                                    | [ 17 ] |
| Odense Boldklub | - Odense Casuals - Island Boys                                                                 | [ 17 ] |
| Randers FC      | Randers Casual Youth                                                                           | [ 30 ] |

Symbolforklaring
- : Grupperingen er officielt nedlagt.

### Rivaliseringen mellem FCK og Brøndby
Danmarks mest markante hooligangrupperinger findes blandt tilhængere af de rivaliserende fodboldklubber F.C. København og Brøndby IF. FCK- og Brøndby-hooligans har haft adskillige konfrontationer med både politiet og hinanden. Foruden at skabe uro under de to holds indbyrdes opgør mødes disse hooligans også i arrangerede slagsmål uden for stadion.
I 2016 overfaldt op mod tyve maskerede FCK-hooligans en større gruppe Brøndby-tilhængere med køller foran fangruppen Alphas klubhus, og omtrent tredive Brøndby-hooligans gengældte senere overfaldet ved at angribe en FCK-hooligan på Hvidovre Hospital.
I 2020 stødte omkring halvtreds FCK- og Brøndby-hooligans sammen i et aftalt slagsmål ved et værtshus på Vesterbro kort inden et derby. 15 FCK-hooligans blev i 2021 dømt i Københavns Byret for et voldsomt overfald begået mod en Brøndby-tilhænger under optøjerne.

### Men In Black-bevægelsen
Under coronaviruspandemien demonstrerede en protestbevægelse ved navn Men In Black mod regeringens restriktioner. Flere af demonstrationerne udviklede sig voldeligt, og adskillige demonstranter blev anholdt. Bevægelsens grundlægger havde gennem syv år været aktiv i hooligangrupperingen Fri Sport Brøndby, og flere af bevægelsens demonstranter var kendt fra det danske hooliganmiljø. Demonstrationerne, der til dels mindede om fodboldrelaterede fanoptog, blev af politiet håndteret på samme måde som højrisikofodboldkampe.